# Bohuslav Martinů

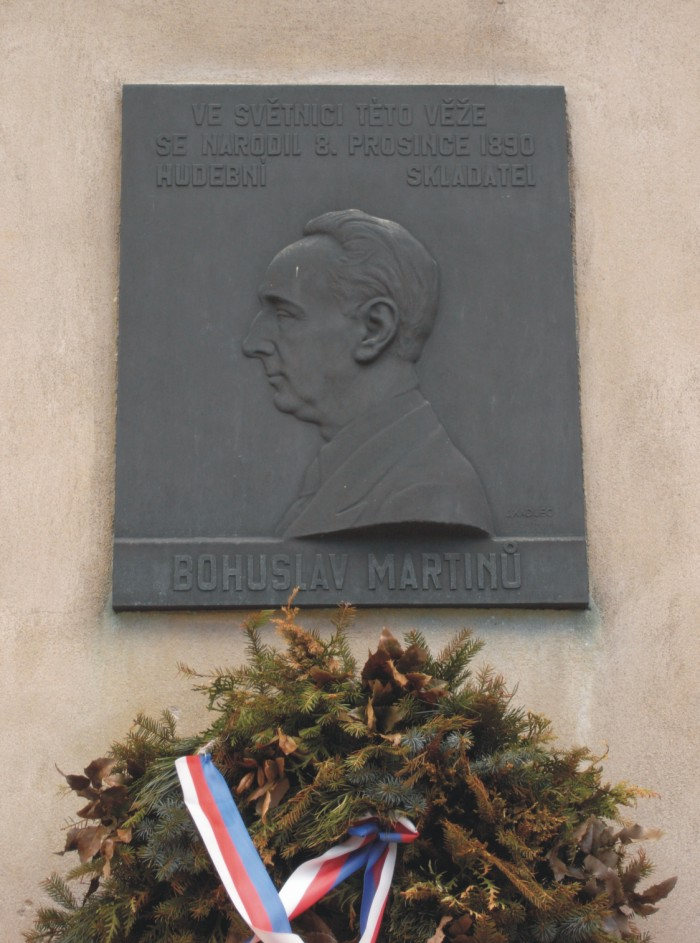
Gedenkplaat voor Bohuslav Jan Martinů

Bohuslav Jan Martinů (Polička, 8 december 1890 – Liestal (Zwitserland), 28 augustus 1959) was een Tsjechisch componist, muziekpedagoog en violist.
Hij geldt naast Leoš Janáček als de belangrijkste Tsjechische componist van de 20ste eeuw.

## Levensloop
Hij werd geboren in het plaatsje Polička als zoon van Ferdinand en Karolina Martinů. Op zevenjarige leeftijd kreeg hij zijn eerste vioollessen van de lokale kleermaker, Josef Černovský. In 1906 werd Martinů toegelaten op het Praagse Conservatorium, maar in 1908 werd hij daar eerst tijdelijk en in 1910 definitief vanaf gestuurd vanwege “onverbeterlijke achteloosheid”, waarna hij besloot om het vak zichzelf aan te leren. Enkele jaren later, in 1914 slaagde hij voor het staatsexamen (nadat hij in 1911 een keer gezakt was) en ging aan het werk.
In 1923 vertrok hij naar Parijs, om verder te studeren bij Albert Roussel, met als doel zijn componeertechniek te verbeteren en zich een eigen expressietechniek aan te leren. Dankzij zijn uitzonderlijke talent en doorzettingsvermogen slaagde hij in zijn opzet. In 1935 werd hij onderscheiden met de staatsprijs voor Mariaspelen (Hry o Marii), een oratorium waarin onder meer Mariken van Nieumeghen is verwerkt. In Parijs werd Martinů een van de centrale figuren van de Parijse School, die bestond uit componisten uit uiteenlopende landen die zich in de Franse hoofdstad gevestigd hadden.
In 1931 trouwde hij met Charlotte Quennehen. Eind jaren dertig bloeide er een vriendschap op met de componiste Vítězslava Kaprálová.
Met het begin van de Tweede Wereldoorlog besloten Martinů en zijn vrouw naar de Verenigde Staten te emigreren alwaar zij zich vestigden in New York. De Koude Oorlog weerhield hen ervan om terug te keren naar Tsjechië, dat in die periode tot het Oostblok behoorde. In 1952 werd Martinů Amerikaans staatsburger. Niettemin verliet het paar in 1957 de Verenigde Staten om zich in het plaatsje Schönenberg vlak bij Bazel te vestigen. Hier componeerde hij zijn laatste grote werk, de opera Griekse Passie (Řecké Pašije), op een zelfgeschreven libretto dat gebaseerd is op een roman van de Griekse schrijver Nikos Kazantzakis. Omdat de compositie niet wilde vlotten en hij de instemming met het resultaat van Nikos Kazantzakis erg belangrijk vond, besloot hij het werk eraan tijdelijk te stoppen. In de tussentijd (1958) componeerde hij nog een opera: de eenakter Ariane (Ariadna). In dit werk is de karakterrol van Ariane een eerbetoon aan de sopraan Maria Callas, van wie zijn vrouw een groot bewonderaar was. Uiteindelijk slaagde hij erin, kort voor zijn sterfbed in 1959, de Griekse Passie te voltooien. De première van de Griekse Passie vond plaats op 9 juni 1961 in Zürich, die van Ariane vond plaats in hetzelfde jaar in Brno.
Martinů's oeuvre telt liefst 400 werken. Zijn muziek kent dan ook een grote verscheidenheid, van de meer vocale stukken als het Epos van Gilgamesj (Epos o Gilgamešovi) tot het meer jazzachtige La Revue de Cuisine. Martinů's werk werd gecatalogiseerd door de Belgische musicoloog Harry Halbreich en draagt daardoor een H-nummer.
Martinů publiceerde tevens de eerste encyclopedie over de vernieuwingen in de muzieknotatie gedurende de 20ste eeuw. Het boek bevat zeer weinig tekst, en bestaat overwegend uit afbeeldingen.

## Composities

### Werken voor orkest

#### Symfonieën
- 1942 Symfonie Nr. 1, H 289
- 1943 Symfonie Nr. 2, H 295
- 1944 Symfonie Nr. 3, H 299
- 1945 Symfonie Nr. 4, H 305
- 1946 Symfonie Nr. 5, H 310
- 1953 Symfonie Nr. 6, H 343 (Symfonische fantasieën)

#### Concerten voor instrumenten
- 1924 Concertino in c-klein, voor cello, blazers, piano en slagwerk, H 143
- 1925 Concert Nr. 1, D-groot, voor piano en orkest, H 149
- 1926 Divertimento (Concertino), voor piano (linke hand) en orkest, H 173
- 1932-1933 Concert Nr. 1, voor viool en orkest, H 232bis
- 1930 rev.1955 Concert Nr. 1, voor cello en orkest, H 196
- 1932 Sinfonia concertante Nr. 1, voor twee orkesten, H 219
- 1934 Concert Nr. 2, voor piano en orkest, H 237
- 1937 Concerto grosso, voor kamerorkest, H 263
- 1938 Concertino, voor piano en orkest, H 269
- 1938 Dubbelconcert voor 2 strijkorkesten, piano en pauken
- 1939 rev.1944 Suite concertante, D-groot , voor viool en orkest, H 276
- 1940 Sinfonietta giocosa, voor piano en orkest, H 282
- 1940 Sonata da camera, voor cello en kamerorkest, H 283
- 1941 Concerto da camera, voor viool en strijkorkest met piano en slagwerk, H 285
- 1943 Concert, voor 2 piano's en orkest, H 292
- 1943 Concert Nr. 2, voor viool en orkest, H 293
- 1945 Concert Nr. 2, voor cello en orkest, H 304
- 1948 Concert Nr. 3, voor piano en orkest, H 316
- 1949 Sinfonia concertante Nr. 2, voor viool, hobo, fagot, cello en kamerorkest, H 322
- 1952 Rhapsody-Concerto, voor altviool en orkest, H 337
- 1955 Concert, voor hobo en orkest, H 353
- 1956 Concert Nr. 4 "Incantation", voor piano en orkest, H 358
- 1958 Concert Nr. 5 "Fantasia concertante", voor piano en orkest, H 366

#### Andere orkestwerken
- 1924 Half-Time, Rondo, H 142
- 1927 La bagarre, H 155
- 1938 Tre ricercari, H 267
- 1943 Mahnmal für Lidice, H 296
- 1946 Toccata e due canzoni, H 311
- 1950 Sinfonietta "La Jolla", voor kamerorkest en piano, H 328
- 1954-1955 Les Fresques de Piero della Francesca, H 352
- 1957 The rock, symfonische prelude
- 1957-1958 The parables, voor orkest
- 1958 Parabeln, H 367

### Werken voor harmonieorkest
- 1939 Polní mše (La Messe aux Champs d'Honneur), voor bariton (solo), mannenkoor en blaasorkest
- Militaire mars voor het Tsjechische leger in Frankrijk, voor harmonieorkest

### Vocaal
- 1918 Česká Rapsodie ('Tsjechische rapsodie'), cantate H 118
- 1939 Polní mše ('Veldmis'), cantate H 279
- 1955 Otvírání studánek ('De opening van de bronnen'), cantate H 354
- 1957 Gilgameš ('Het Gilgamesj-Epos'), cantate H 351

### Muziektheater

#### Opera's
| Voltooid in | titel                                                                   | aktes                         | première                                                                                               | libretto                                                                                                  |
| ----------- | ----------------------------------------------------------------------- | ----------------------------- | --- | --- |
| 1926-1927   | Voják a tanečnice (The soldier and the dancer), H 162                   | 3 aktes                       | 1928, Brno                                                                                             | J.L. Budín, pseudoniem van Jan Löwenbach (1880-1972)                                                      |
| 1928        | Les Larmes du couteau, H 169                                            | 1 akte                        | 1969, Brno                                                                                             | Georges Ribemont-Dessaignes                                                                               |
| 1928-1929   | Les Trois Souhaits (of: Les vicissitudes de la vie) (film-opera), H 175 | 3 aktes                       | 1971, Brno                                                                                             | Georges Ribemont-Dessaignes                                                                               |
| 1929        | Le Jour de bonté, H 194                                                 | 3 aktes; (3e akte onvoltooid) | 2003, České Budějovice                                                                                 | Georges Ribemont-Dessaignes                                                                               |
| 1933-1934   | Hry o Marii (Marienspiele), H 236                                       | 4 aktes                       | 1935, Brno                                                                                             | Vítězslav Nezval, Henri Ghéon, Vilém Závada, Julius Zeyer, volksteksten samengesteld van Bohuslav Martinů |
| 1935        | Hlas lesa (Dee Stem van het woud) (Radio-opera), H 243                  | 1 akte                        | 1935, Praag                                                                                            | Vítězslav Nezval                                                                                          |
| 1935        | Veselohra na mostě (Komedie op de brug) (Radio-opera), H 247            | 1 akte                        | 1937, Praag                                                                                            | Václav Kliment Klicpera                                                                                   |
| 1936        | Divadlo za bránou (Das Vorstadttheater), H 251                          | 3 aktes                       | 1936, Brno                                                                                             | de componist, Leo Štraus naar Jean-Gaspard Debureau, Molière en volkstexten                               |
| 1937        | Julietta, H 253                                                         | 3 aktes                       | 16 maart 1938, Praag, Nationale opera                                                                  | Snář, pseudoniem van Traumbuch; de componist, naar Georges Neveux                                         |
| 1937        | Alexandre bis, H 255                                                    | 1 akte                        | 1964, Mannheim                                                                                         | André Wurmser                                                                                             |
| 1951-1952   | What Men Live by, H 336                                                 | 1 akte                        | 1953, New York                                                                                         | de componist, naar Lev (Leo) Nikolajevitsj Tolstoj (Russisch: Лев Николаевич Толстой)                     |
| 1952        | The Marriage, H 341                                                     | 1 akte                        | 7 februari 1953, New York, NBC Television Opera; 13 maart 1954, Hamburg, Staatsopera (toneel-première) | de componist, naar Nikolaj Vasiljevitsj Gogol (Russisch: Никола́й Васи́льевич Го́голь)                       |
| 1953        | Plainte contre inconnu, H 344                                           | 3 aktes                       | fragment, niet uitgevoerd                                                                              | de componist, naar Georges Neveux                                                                         |
| 1953-1954   | Mirandolina, H 346                                                      | 3 aktes                       | 17 mei 1959, Praag, Smetana Theater                                                                    | de componist, naar Carlo Goldoni                                                                          |
| 1954-1957   | The Greek Passion (1e versie), H 372                                    | 4 aktes                       | 1999, Bregenz                                                                                          | de componist, naar Nikos Kazantzakis                                                                      |
| 1957-1959   | Die Griechische Passion ( 2e versie)                                    | 4 aktes                       | 1961, Zürich                                                                                           | de componist, naar Nikos Kazantzakis                                                                      |
| 1958        | Ariane, H 370                                                           | 1 akte                        | 2 maart 1961, Gelsenkirchen                                                                            | de componist, naar Georges Neveux «Le Voyage de Thésée»                                                   |

### Kamermuziek
- 7 strijkkwartetten
- 2 nonetten (1924–1925; 1959)
- 5 vioolsonates
- 3 cellosonates (1939; 1941; 1952)
- fluitsonate (1945)
- hobokwartet (1947)